# 週刊ながのスポーツ!
『週刊ながのスポーツ！』（しゅうかんながのスポーツ）は、2015年4月4日から2023年3月25日まで長野放送で放送されたスポーツ情報番組である。

## 概要
長野県ゆかりのチームとスポーツ選手、および県内で行われるスポーツ大会の情報を取り上げていた。中でも、J3リーグに加盟しているAC長野パルセイロ、2015年にJ1リーグ昇格（2016年にJ2リーグ降格）を果たした松本山雅FCについては繰り返し大きく取り上げていた。
番組タイトルの表記には揺れがあり、番組表においては『週刊ながのスポーツ！』と記されているが、実際のタイトルロゴは『NBS週刊ながのスポーツ！』表記であり、2022年以降の番組公式サイトと公式Twitterアカウントの名称もこれに準じている。

## 放送時間
いずれも日本標準時。
- 土曜 10:55 - 11:15（2015年4月4日 - 2016年3月26日）
- 土曜 10:25 - 11:15（2016年4月2日）[4]
- 土曜 10:25 - 10:45（2016年4月9日 - 2023年3月25日）

## 司会
いずれも長野放送のアナウンサー。
- 小川功二（2015年4月4日 - 2018年9月29日）
- 松山航大（2018年10月6日 - 2023年3月25日） - 理由は不明だが、2021年12月から2022年2月まで出演休止していたことがある。

## コーナー
Nスポ
長野県内で行われたスポーツの情報をまとめて4項目ほど伝える。2021年4月以前にはコーナー名は特に無かった。
ナレーションは基本的に松山が担当していたが、他のNBSアナウンサー（女子のスポーツについてはNBSの女性アナウンサー）が担当することもあった。
Today's pick up
長野県内で注目を集めているスポーツや選手についての特集コーナー。前述の松本山雅FCについて取り上げることが多かった。
このコーナーのナレーションも基本的に松山が担当していたが、他のNBSアナウンサー（女子のスポーツについてはNBSの女性アナウンサー）が担当することもあった。松山を含めたNBSアナウンサーが取材と報告をする場合もあった。